# Miara Radona
Miara Radona – rodzaj miary określonej na σ-ciele zbiorów borelowskich (hausdorffowskiej) przestrzeni topologicznej. Miara Radona musi być jednocześnie lokalnie skończona i wewnętrznie regularna.

## Motywacja
Wskazanie dobrego pojęcia miary na przestrzeni topologicznej, która byłaby w pewnym sensie zgodna z topologią na niej określoną bywa problematyczne. Jednym ze sposobów jest zdefiniowanie miary na zbiorach borelowskich takiej przestrzeni. W ogólności istnieje kilka problemów z tym związanych: przykładowo taka miara może nie mieć dobrze określonego nośnika. Innym podejściem do teorii miary jest ograniczenie się do lokalnie zwartych przestrzeni Hausdorffa i rozważanie miar, które odpowiadają dodatnim funkcjonałom liniowym na przestrzeni funkcji ciągłych o zwartym nośniku (niektórzy autorzy przyjmują to za definicję miary Radona). To ujęcie prowadzi do solidnej teorii bez patologii, jednak nie może być przeniesione na przestrzenie, które nie są lokalnie zwarte.
Teoria miar Radona ma większość z dobrych własności zwykłej teorii miary przestrzeni lokalnie zwartych, ale dotyczy wszystkich przestrzeni topologicznych Hausdorffa. Ideą definicji miary Radona jest wskazanie pewnych własności, które charakteryzowałyby miary na przestrzeniach lokalnie zwartych odpowiadające funkcjonałom dodatnim i wykorzystanie ich jako definicji miary Radona na dowolnej przestrzeni Hausdorffa.

## Definicje
Niech {\displaystyle m} oznacza miarę na σ-algebrze zbiorów borelowskich przestrzeni topologicznej Hausdorffa {\displaystyle X.}
Miarę {\displaystyle m} nazywa się
- wewnętrznie regularną, ciasną bądź jędrną, jeżeli {\displaystyle m(B)} jest supremum {\displaystyle m(K),} gdzie {\displaystyle K} jest zbiorem zwartym zawartym w zbiorze borelowskim {\displaystyle B.}
- zewnętrznie regularną, jeżeli {\displaystyle m(B)} jest infimum {\displaystyle m(U),} gdzie {\displaystyle U} jest zbiorem otwartym zawierającym zbiór borelowski {\displaystyle B.}
- lokalnie skończoną, jeżeli każdy punkt ma otoczenie skończonej miary.
- miarą Radona, jeżeli jest wewnętrznie regularna i lokalnie skończona.

Teorię miar Radona można rozszerzyć na przestrzenie niehausdorffowskie zmieniając wszędzie „zwarty” na „domknięty i zwarty”, jednakże zdaje się, iż rozszerzenie to nie ma ciekawszych zastosowań.

## Miary Radona na przestrzeniach lokalnie zwartych
Jeżeli rozpatrywana przestrzeń mierzalna jest lokalnie zwartą przestrzenią topologiczną, to definicję miary Radona można wyrazić w języku ciągłych funkcjonałów liniowych na przestrzeni funkcji ciągłych o zwartym nośniku. Umożliwia to skonstruowanie miary i całki w języku analizy funkcjonalnej; podejście to stosowane jest przez Bourbakiego (2004) i wielu innych autorów.

### Miary
Niżej {\displaystyle X} oznaczać będzie lokalnie zwartą przestrzeń topologiczną. Ciągłe funkcje o zwartym nośniku na {\displaystyle X} o wartościach rzeczywistych tworzą przestrzeń liniową {\displaystyle {\mathcal {K}}(X),} która może być wyposażona w naturalną topologię lokalnie zwartą. Istotnie, {\displaystyle {\mathcal {K}}(X)} jest sumą (mnogościową) przestrzeni {\displaystyle {\mathcal {K}}(X,K)} funkcji ciągłych o nośnikach zawartych w zbiorach zwartych {\displaystyle K.} Każda z przestrzeni {\displaystyle {\mathcal {K}}(X,K)} niesie ze sobą naturalną topologię zbieżności jednostajnej, co czyni z nich przestrzenie Banacha. Ponieważ suma przestrzeni topologicznych jest szczególnym przypadkiem granicy prostej przestrzeni topologicznych, przestrzeń {\displaystyle {\mathcal {K}}(X)} może być wyposażona w topologię granicy prostej indukowaną przez przestrzenie {\displaystyle {\mathcal {K}}(X,K).}
Jeżeli {\displaystyle m} jest miarą Radona na {\displaystyle X,} to odwzorowanie
{\displaystyle I\colon f\mapsto \int f\;\operatorname {d} m}
jest ciągłym dodatnim przekształceniem liniowym z {\displaystyle {\mathcal {K}}(X)} w {\displaystyle \mathbb {R} .} Dodatniość oznacza, że {\displaystyle I(f)\geqslant 0,} o ile tylko {\displaystyle f} jest funkcją nieujemną. Ciągłość względem topologii granicy prostej zdefiniowanej wyżej jest równoważna następującemu warunkowi: dla każdego zbioru zwartego {\displaystyle K} przestrzeni {\displaystyle X} istnieje stała {\displaystyle M_{K}} taka, że dla każdej funkcji ciągłej {\displaystyle f} o wartościach rzeczywistych określonej na {\displaystyle X} o nośniku zawartym w {\displaystyle K,} że
{\displaystyle |I(f)|\leqslant M_{K}\sup _{x\in X}|f(x)|.}
Odwrotnie, z twierdzenia Riesza o reprezentacji każda dodatnia forma liniowa na {\displaystyle {\mathcal {K}}(X)} powstaje jako całkowanie względem miary Radona i stąd jest ciągłą, dodatnią formą liniową na {\displaystyle {\mathcal {K}}(X).}
Rzeczywistą miarę Radona (tzn. miarę Radona o wartościach rzeczywistych) definiuje się jako dowolną ciągłą formę liniową na {\displaystyle {\mathcal {K}}(X);} są to w istocie różnice dwóch miar Radona. Umożliwia to utożsamienie rzeczywistych miar Radona z przestrzenią dualną przestrzeni lokalnie zwartej {\displaystyle {\mathcal {K}}(X).} Wspomniane rzeczywiste miary Radona nie muszą być miarami ze znakiem – przykładowo {\displaystyle \sin(x)\;\operatorname {d} x} jest rzeczywistą miarą Radona, ale nie jest to nawet rozszerzona miara ze znakiem, ponieważ nie może być zapisana jako różnica dwóch miar, z których przynajmniej jedna jest skończona.
Niektórzy autorzy korzystają z poprzedniego podejścia, mianowicie definiują (dodatnie) miary Radona jako dodatnie formy liniowe na {\displaystyle {\mathcal {K}}(X);} zob. Bourbaki (2004), Hewitt i Stromberg (1965), czy Dieudonné (1970). Wówczas miary Radona w powyższym sensie nazywa się miarami dodatnimi, a wyżej opisane rzeczywiste miary Radona nazywa się miarami (rzeczywistymi).

### Całkowanie
Aby ukończyć budowanie teorii miary dla przestrzeni lokalnie zwartych z punktu widzenia analizy funkcjonalnej, należy rozszerzyć miarę (całkę) określoną dla funkcji ciągłych o zwartym nośniku. Można to zrobić dla funkcji o wartościach rzeczywistych lub zespolonych w kilku poniższych krokach:
1. definicja całki górnej {\displaystyle \mu ^{*}(g)} półciągłej z dołu dodatniej funkcji {\displaystyle g} (o wartościach rzeczywistych) jako supremum (być może nieskończone) liczb dodatnich {\displaystyle \mu (h)} dla funkcji ciągłych {\displaystyle h\leqslant g} o zwartym nośniku;
2. definicja całki górnej {\displaystyle \mu ^{*}(f)} dla dowolnej dodatniej funkcji {\displaystyle f} (o wartościach rzeczywistych) jako infimum całek górnych {\displaystyle \mu ^{*}(g)} dla półciągłych z dołu funkcji {\displaystyle g\geqslant f;}
3. definicja przestrzeni liniowej {\displaystyle F=F(X,\mu )} jako przestrzeni wszystkich funkcji {\displaystyle f} określonych na {\displaystyle X,} których całka górna {\displaystyle \mu ^{*}(|f|)} jej wartości bezwzględnej jest skończona; całka górna wartości bezwzględnej definiuje półnormę na {\displaystyle F,} która jest przestrzenią zupełną względem topologii wyznaczonej przez półnormę;
4. definicja przestrzeni {\displaystyle L^{1}(X,\mu )} funkcji całkowalnych jako domknięcie przestrzeni funkcji ciągłych o nośniku zwartym wewnątrz {\displaystyle F;}
5. definicja całki dla funkcji z {\displaystyle L^{1}(X,\mu )} jako rozszerzenia poprzez ciągłość po uprzednim sprawdzeniu, że {\displaystyle \mu } jest ciągła względem topologii na {\displaystyle L^{1}(X,\mu );}
6. definicja miary zbioru jako całki (o ile istnieje) funkcji charakterystycznej zbioru.

Można sprawdzić, że kroki te dają teorię identyczną z tą, w której zaczyna się od miary Radona zdefiniowanej jako funkcja przypisująca liczbę każdemu zbiorowi borelowskiemu przestrzeni {\displaystyle X.}
Miara Lebesgue’a na {\displaystyle \mathbb {R} } może być wprowadzona na kilka sposobów przy użyciu podejścia analizy funkcjonalnej. Po pierwsze można oprzeć się na „elementarnej” całce takiej jak całka Daniella-Stone’a, czy całka Riemanna do całkowania funkcji ciągłych o zwartym nośniku, ponieważ są one całkowalne dla wszystkich elementarnych definicji całek. Miara (w wyżej zdefiniowanym sensie) określona przez elementarne całkowanie jest w istocie miarą Lebesgue’a. Po drugie, chcąc uniknąć korzystania z całki Riemanna lub Daniella, czy innych podobnych teorii można wprowadzić najpierw ogólną teorię miar Haara i zdefiniować miarę Lebesgue’a jako miarę Haara {\displaystyle \lambda } na {\displaystyle \mathbb {R} ,} która spełnia warunek normalizacyjny {\displaystyle \lambda {\big (}[0,1]{\big )}=1.}

## Przykłady
Następujące miary są przykładami miar Radona:
- miara Lebesgue’a na przestrzeni euklidesowej;
- miara Haara na dowolnej lokalnie zwartej grupie topologicznej;
- miara Diraca na dowolnej przestrzeni topologicznej;
- miara Gaussa na przestrzeni euklidesowej z jej topologią borelowską i taką σ-algebrą;
- miara prawdopodobieństwa na σ-algebrze zbiorów borelowskich dowolnej przestrzeni polskiej. Przykład ten nie tylko stanowi uogólnienie poprzedniego, ale zawiera wiele miar na przestrzeniach, które nie są lokalnie zwarte, np. miarę Wienera na przestrzeni funkcji ciągłych o wartościach rzeczywistych na przedziale {\displaystyle [0,1].}

Poniższe miary nie są miarami Radona:
- miara licząca na przestrzeni euklidesowej, gdyż nie jest lokalnie skończona;
- miara Dieudonnégo na przestrzeni {\displaystyle [0,\omega _{1}],} gdzie {\displaystyle \omega _{1}} oznacza pierwszą nieprzeliczalną liczbę porządkową.

## Podstawowe własności

### Moderowane miary Radona
Dla danej miary Radona {\displaystyle m} określonej na przestrzeni {\displaystyle X} można zdefiniować inną miarę {\displaystyle M} (określoną na zbiorach borelowskich) przyjmując
{\displaystyle M(B)=\inf\{m(V)\colon V{\text{ jest otwarty, przy czym }}B\subseteq V\subseteq X\}.}
Miara {\displaystyle M} jest zewnętrznie regularna i lokalnie skończona oraz wewnętrznie regularna na zbiorach otwartych. Pokrywa się ona z {\displaystyle m} na zbiorach zwartych oraz otwartych, przy czym można zrekonstruować {\displaystyle m} na podstawie {\displaystyle M} jako wyznaczoną jednoznacznie miarę wewnętrznie regularną, która pokrywa się z {\displaystyle M} na zbiorach zwartych. Miarę {\displaystyle m} nazywa się moderowaną (ang. moderated), jeżeli {\displaystyle M} jest σ-skończona; wówczas miary {\displaystyle m} i {\displaystyle M} są identyczne. Należy zaznaczyć, że jeżeli {\displaystyle m} jest σ-skończona, to nie oznacza to, że σ-skończona jest {\displaystyle M,} w ten sposób bycie miarą moderowaną jest własnością silniejszą niż bycie miarą σ-skończoną.
Na przestrzeni silnie Lindelöfa każda miara Radona jest moderowana.

### Przestrzenie Radona
Przestrzeń nazywa się przestrzenią Radona, jeżeli każda skończona miara Radona jest miarą Radona oraz silnie Radona (ang. strongly Radon), jeżeli każda lokalnie skończona miara borelowska jest miarą Radona. Każda przestrzeń Suslina jest silnie Radona, co więcej każda miara Radona jest moderowana.

### Dualność
Na lokalnie zwartej przestrzeni Hausdorffa miary Radona odpowiadają dodatnim funkcjonałom liniowym na przestrzeni funkcji ciągłych o zwartym nośniku. Własność ta nie jest zaskakująca, gdyż stanowi ona główną motywację definicji miary Radona.

### Struktura metryczna
Stożek {\displaystyle {\mathcal {M}}_{+}(X)} wszystkich (dodatnich) miar Radona na {\displaystyle X} może być wyposażony w strukturę zupełnej przestrzeni metrycznej poprzez zdefiniowanie odległości Radona między dwoma miarami {\displaystyle m_{1},m_{2}\in {\mathcal {M}}_{+}(X)} wzorem
{\displaystyle \rho (m_{1},m_{2}):=\sup \left\{\int _{X}f(x)\;\operatorname {d} (m_{1}-m_{2})(x)\colon \mathrm {ciagla} f\colon X\to [-1,1]\subset \mathbb {R} \right\}.}
Metryka ta ma pewne ograniczenia. Na przykład przestrzeń probabilistycznych miar Radona na {\displaystyle X,}
{\displaystyle {\mathcal {P}}(X):=\{m\in {\mathcal {M}}_{+}(X)\colon m(X)=1\},}
nie jest ciągowo zwarta względem metryki Radona, tzn. nie ma gwarancji, że dowolny ciąg miar prawdopodobieństwa będzie miał podciąg zbieżny względem metryki Radona, co sprawia trudności w pewnych zastosowaniach. Aby uczynić z {\displaystyle {\mathcal {P}}(X)} przestrzeń zwartą należy użyć metryki Wassersteina.
Zbieżność w metryce Radona pociąga słabą zbieżność miar:
{\displaystyle \rho (m_{n},m)\to 0\Rightarrow m_{n}\rightharpoonup m,}
ale implikacja odwrotna w ogólnym przypadku nie zachodzi. Zbieżność miar w metryce Radona nazywa się czasami silną zbieżnością w opozycji do słabej zbieżności.